# Svetoslav Vutsov
Svetoslav Vutsov (bulgare : Светослав Вуцов), né le 9 juillet 2002 à Sofia en Bulgarie est un footballeur international bulgare qui évolue au poste de gardien de but au Slavia Sofia.

## Biographie

### En club
Né à Sofia en Bulgarie, Svetoslav Vutsov est formé par différents clubs, comme le Slavia Sofia, le Botev Plovdiv, le Levski Sofia, et le Tsarsko Selo Sofia avant de rejoindre en 2018 le Septemvri Sofia. C'est avec ce club qu'il fait ses débuts en professionnel. Il joue son premier match le 26 septembre 2019, lors d'une rencontre de coupe de Bulgarie face au PFK Spartak Pleven. Il est titularisé et son équipe s'impose par quatre buts à trois.
En janvier 2020, Svetoslav Vutsov fait son retour au Slavia Sofia. Il joue son premier match pour le club le 21 octobre 2020, lors d'une rencontre de coupe de Bulgarie contre le FC Sevlievo (en). Il est titularisé et son équipe s'impose par cinq buts à un.
Vutsov fait sa première apparition en première division bulgare le 21 novembre 2020 face au Etar Veliko Tarnovo. Il entre en jeu à la place de Georgi Petkov (footballer, born 1976) (en), le gardien vétéran sortant sur blessure et les deux équipes se neutralisent (0-0 score final),.
Vutsov est récompensé du titre de meilleur gardien de but de Bulgarie pour l'année 2022. Un prix partagé avec Daniel Naumov. Touché au genou depuis plusieurs semaines, Vutsov se fait opérer en mai 2023, ce qui met fin à sa saison 2022-2023.

### En sélection
Svetoslav Vutsov représente l'équipe de Bulgarie des moins de 17 ans, pour un total de trois matchs joués en 2018.
Svetoslav Vutsov est convoqué pour la première fois avec l'équipe nationale de Bulgarie en septembre 2021, par le sélectionneur Yasen Petrov. Mais il ne joue aucun match lors de ce rassemblement. Il est rappelé lors du suivant et honore cette fois sa première sélection le 11 novembre 2021 lors d'un match amical contre l'Ukraine. Il entre en jeu à la place de Nikolay Mihaylov et les deux équipes se neutralisent (1-1 score final),.

## Vie privée
Svetoslav Vutsov est issu d'une famille de footballeurs. Son grand-père est Ivan Vutsov, ancien international bulgare et joueur emblématique du Levski Sofia. Son père, Velislav Voutsov, était également footballeur puis devenu entraîneur.

## Polémique
En avril 2021, l'international gabonais Gaëtan Missi Mezu, explique sur sa page Facebook avoir été traité de "singe" par Svetoslav Vutsov lors d'un match du championnat bulgare. Des accusations que le portier dément fermement ensuite dans une interview, affirmant être contre le racisme. Quelques jours plus tard les clubs de Vutsov et Missi Mezu expliquent via un communiqué que les deux joueurs se sont expliqué sur leur différend dans une conversation téléphonique, mettant fin à la polémique.